# Brendon Urie
Brendon Urie (St. George (Utah), 12 april 1987) is een Amerikaanse zanger en de voormalig leadzanger van de band Panic! at the Disco.

## Levensloop
Urie ontmoette Brent Wilson (inmiddels voormalig lid van de band) tijdens gitaarles op school. Wilson verliet kort na de oprichting tijdelijk de band, waarna Urie het gitaarspel overnam. Ryan Ross zou de zanger worden, maar na het horen van Brendons stem besloot de band dat Urie de leadzanger zou worden. Door zijn werkzaamheden voor de band liep hij bijna zijn schooldiploma mis. Uiteindelijk zetten zijn ouders hem het huis uit, waardoor hij genoodzaakt was een baantje te nemen om zijn kamerhuur te betalen. Nadat zijn ouders een optreden van de band hadden gezien, besloten zij hem toch weer te ondersteunen. Daarna vormde Urie de band alleen met een tijdelijke gitarist, omdat Spencer Smith de band verlaten had.

## Discografie

### Singles
| Single met eventuele hitnotering(en) in de Nederlandse Top 40 | Datum van verschijnen | Datum van binnenkomst | Hoogste positie | Aantal weken | Opmerkingen                                                  |
| ------------------------------------------------------------- | --------------------- | --------------------- | --------------- | ------------ | ------------------------------------------------------------ |
| Love in the Middle of a Firefight                             | 16-10-2014            | -                     |                 |              | met Dillon Francis                                           |
| Roses                                                         | 05-12-2018            | -                     |                 |              | met Benny Blanco en Juice WRLD                               |
| Me!                                                           | 26-04-2019            | 04-05-2019            | 17              | 9            | met Taylor Swift / Nr. 21 in de Single Top 100 / Alarmschijf |

| Single met hitnotering(en) in de Vlaamse Ultratop 50 | Datum van verschijnen | Datum van binnenkomst | Hoogste positie | Aantal weken | Opmerkingen                                    |
| ---------------------------------------------------- | --------------------- | --------------------- | --------------- | ------------ | ---------------------------------------------- |
| Me!                                                  | 2019                  | 26-04-2019            | 20              | 17           | met Taylor Swift / Nr. 28 in de Radio 2 Top 30 |

- Bibliothèque nationale de France: cb17880798n (data)
- Gemeinsame Normdatei: 1082144762
- International Standard Name Identifier: 0000 0000 7125 6979
- Library of Congress Control Number: n2009059456
- MusicBrainz: fa9b664a-cfd0-4088-8ed4-a4d7045d351f
- Nationale bibliotheek van Australië: 40580431
- Trove: 1448234
- Virtual International Authority File: 100680573
- WorldCat: E39PBJyRtJgyfwKwcDrvvH4wmd